# Korytarz Gansu
Korytarz Gansu (chiń. 河西走廊; pinyin Héxī Zǒuláng) – przedgórskie obniżenie w północnych Chinach w prowincji Gansu. Ma długość prawie 1000 km, od wieków stanowi ważny szlak komunikacyjny – dawniej biegł tamtędy jedwabny szlak łączący Chiny z Europą; obecnie biegnie tamtędy droga i linia kolejowa pomiędzy miastami Lanzhou a Urumczi.

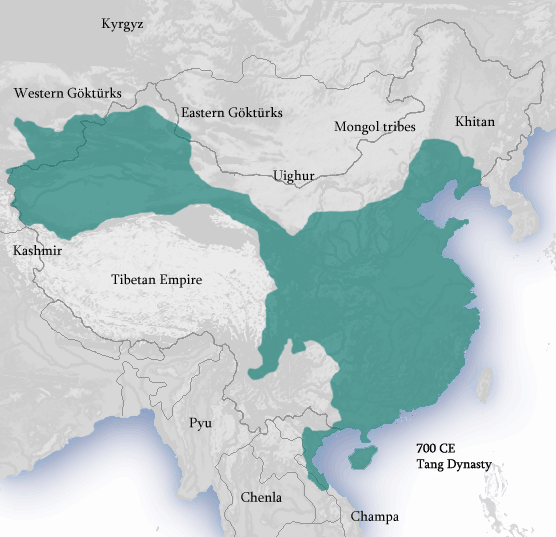
Cesarstwo chińskie ok. 700 roku. Wyraźnie widoczny korytarz Gansu łączący Chiny właściwe z Kotliną Kaszgarską.